# Nikaragua na Letnich Igrzyskach Olimpijskich 2008
Nikaraguę na Letnich Igrzyskach Olimpijskich 2008 reprezentowało 6 zawodników, 3 mężczyzn i 3 kobiety.

## Skład kadry

### Lekkoatletyka
| Zawodnik            | Konkurencja            | Kwal. | Kwal. | Ćwierćfinał            | Ćwierćfinał            | Półfinał               | Półfinał               | Finał                  | Finał                  |
| Zawodnik            | Konkurencja            | Wynik | Poz.  | Wynik                  | Poz.                   | Wynik                  | Poz.                   | Wynik                  | Poz.                   |
| ------------------- | ---------------------- | ----- | ----- | ---------------------- | ---------------------- | ---------------------- | ---------------------- | ---------------------- | ---------------------- |
| Juan Miguel Zeledón | bieg na 200 m mężczyzn | 23.39 | 9     | → Nie awansował dalej  | → Nie awansował dalej  | → Nie awansował dalej  | → Nie awansował dalej  | → Nie awansował dalej  | → Nie awansował dalej  |
| Jessica Aguilera    | bieg na 100 m kobiet   | 13.15 | 72    | → Nie awansowała dalej | → Nie awansowała dalej | → Nie awansowała dalej | → Nie awansowała dalej | → Nie awansowała dalej | → Nie awansowała dalej |

### Pływanie
| Zawodnik     | Konkurencje                   | Kwal. | Kwal. | Półfinał               | Półfinał               | Finał                  | Finał                  |
| Zawodnik     | Konkurencje                   | Wynik | Poz.  | Wynik                  | Poz.                   | Wynik                  | Poz.                   |
| ------------ | ----------------------------- | ----- | ----- | ---------------------- | ---------------------- | ---------------------- | ---------------------- |
| Omar Núñez   | 50 m stylem dowolnym mężczyzn | 26.00 | 3     | → Nie awansował dalej  | → Nie awansował dalej  | → Nie awansował dalej  | → Nie awansował dalej  |
| Dalia Torres | 50 m stylem dowolnym kobiet   | 27.81 | 3     | → Nie awansowała dalej | → Nie awansowała dalej | → Nie awansowała dalej | → Nie awansowała dalej |

### Podnoszenie ciężarów
| Zawodnik     | Konkurencja | Rwanie | Rwanie  | Podrzut | Podrzut | Łącznie | Miejsce |
| Zawodnik     | Konkurencja | Wynik  | Miejsce | Wynik   | Miejsce | Łącznie | Miejsce |
| ------------ | ----------- | ------ | ------- | ------- | ------- | ------- | ------- |
| Karla Moreno | -48 kg      | 65 kg  | 11      | 85 kg   | 11      | 150 kg  | 11      |

### Strzelectwo
| Walter Martínez | karabin pneumatyczny 10 m  | 569 | 50 | → Nie awansował dalej | → Nie awansował dalej | → Nie awansował dalej | → Nie awansował dalej |
| Walter Martínez | karabin dowolny leżąc 50 m | 575 | 55 | → Nie awansował dalej | → Nie awansował dalej | → Nie awansował dalej | → Nie awansował dalej |